# 奈良原一鉄
奈良原 一鉄（ならはら いってつ）は、元ニトロプラス所属のシナリオライター。
2019年10月30日に行われた『装甲悪鬼村正』発売10周年記念ニコニコ生放送において、現在は筆を折り、ニトロプラスを退社している旨が発表された。

## 主な作品
- 刃鳴散らす（2005年9月30日）
- 戒厳聖都（『サバト鍋-Nitro Amusement Disc-』内）（2006年2月3日）
- 装甲悪鬼村正（2009年10月30日）
- 装甲悪鬼村正 邪念編（2010年8月16日）監修

## 小説
枝篇 刃鳴散らす（角川書店『ザ・スニーカー』で連載、全3回）